# Marićita
La marićita és un mineral de ferro i sodi de la classe dels fosfats. Va ser descoberta l'any 1977 a l'àrea del Big Fish River, Territori del Yukon, Canadà i va rebre el seu nom per part de Darko Sturman i Joseph Mandarino en honor del croat Luka Marić (1899–1979), cap dels departaments de mineralogia i de petrografia a la Universitat de Zagreb.

## Característiques
La marićita és un fosfat de fórmula química NaFe2+PO₄ i la seva massa és 173,81 g/mol. És estructuralment similar a l'olivina mineral d'ocurrència molt més comuna. La marićita és trencadissa, i ha estat trobada en nòduls en llits de shale que sovint contenen altres minerals. Cristal·litza en el sistema ortoròmbic en cristalls de fins a 15 cm en la direcció {100}. És normalment incolora o grisa, però de vegades és d'un color marró clar i la ratlla que produeix és de color blanc o gris clar. Té una lluïssor vítrea a causa dels seus baixos índexs de refracció (nα = 1,676 nβ = 1,695 nγ = 1,698). No se n'ha observat l'exfoliació i tampoc té pleocroisme. La seva duresa a l'escala de Mohs és 4 i la seva densitat és 3,66 g/cm³.
Segons la classificació de Nickel-Strunz, la marićita pertany a «08.AC: Fosfats, etc. sense anions addicionals, sense H₂O, amb cations de mida mitjana i gran» juntament amb 49 minerals més, entre els quals es troben: howardevansita, al·luaudita, bobfergusonita, hagendorfita, yazganita, qingheiïta, qingheiïta-(Fe2+), whitlockita i xenofil·lita.

## Estructura
En l'estructura de la marićita l'anió tetraèdric fosfat és gairebé regular, amb dos enllaços curts i dos de més llargs. Els cations de sodi estan envoltats per deu oxígens en una distància de 10 Å, amb una coordinació irregular. Al voltant dels cations de ferro hi ha quatre oxígens en forma de tetraedres distorsionats; les distàncies entre ferro i oxigen són d'entre 2.33 i 2.93 Å. La meitat dels àtoms d'oxigen estan coordinats amb dos àtoms de sodi, dos àtoms de ferro, i un àtom de fòsfor mentre que l'altra meitat estan coordinats amb tres àtoms de sodi, un àtom de ferro i un àtom de fòsfor. L'estructura de la marićita ha estat comparada amb l'estructura de l'olivina. Les estructures dels dos minerals són semblants en el sentit que totes dues contenen PO₄3-. Però els llocs M1 i M2 de LiFePO₄ (olivina) i NaFePO₄ (marićita) tenen ocupacions inverses que fan que les seves estructures siguin diferents. A l'olivina, el lloc M1 és ocupat per l'ió alcalí (Li+) i el lloc M2 és ocupat per l'ió del metall de transició (Fe2+), mentre que en la marićita el lloc M1 és ocupat per l'ió del metall de transició (Fe2+) i el lloc M2 és ocupat per l'ió alcalí (Na+).

## Formació i jaciments
L'any 1977 la marićita va ser descoberta a l'àrea del Big Fish River, a prop la frontera oriental del Territori del Yukon al voltant de la latitud 68° 30' N i longitud 136° 30' W. Aquesta àrea és una localitat tipus de kulanita-baricita-peniksita composta majoritàriament de shales encastades i calcàries siderítiques. És una ubicació geològica important que ha proporcionat la descoberta de diversos minerals fosfats nous. La marićita té interès pel seu possible ús en la recerca de la bateria d'ió sodi així el seu paper com un producte de reacció a l'interior de calderes de les centrals de generació d'energia elèctrica dea combustible fòssils que experimenten corrosió. L'altra ubicació on s'ha trobat marićita és a Saxònia, Alemanya. Ambdues localitats estan situades just al nord d'un límit convergent i consisteixen en muntanyes i turons de roca metamòrfica i roca ígnia.
La marićita també ha estat descoberta en meteorits trobats en l'Antàrtida Oriental, Uttar Pradesh, l'Índia i Avannaa, Groenlàndia.
Sol trobar-se associada a altres minerals com: quars, ludlamita, vivianita, pirita i wolfeïta.